# جوي ريمان
جوي ريمان (بالإنجليزية: Joey Reiman) هو كاتب ومستشار تسويق وأستاذ جامعي أمريكي، وُلد عام 1953 في مدينة نيويورك. اشتهر بكونه مؤسس شركة الاستشارات الاستراتيجية برايت هاوس، التي تُركز على "الهدف المؤسسي" كمحرك استراتيجي للأعمال. يعمل حاليًا أستاذًا في كلية غويزويتا للأعمال في جامعة إيموري.

## التعليم
حصل ريمان على درجة البكالوريوس في الفنون من جامعة برانديز في ماساتشوستس.

## المسيرة المهنية
أسس ريمان شركة برايت هاوس، وهي شركة استشارات استراتيجية تتخصص في تحديد وتوضيح الأهداف المؤسسية للشركات. عملت الشركة مع العديد من الشركات الكبرى في قائمة فورتشين 500، مثل كوكا كولا وماكدونالدز وبيركشاير هاثاواي.
في عام 2015، تم الاستحواذ على شركة برايت هاوس من قبل مجموعة بي سي جي (مجموعة بوسطن الاستشارية)، حيث بقي ريمان في منصب رئيس الشركة.

## التدريس
يشغل ريمان منصب أستاذ مساعد في كلية غويزويتا للأعمال بجامعة إيموري، حيث يُدرّس مادة عن "الهدف كاستراتيجية تجارية".

## المؤلفات
ألف ريمان عدة كتب حول القيادة والهدف والمعنى في عالم الأعمال، من أبرزها:
- Thinking for a Living: Creating Ideas That Revolutionize Your Business and Your Career

- The Story of Purpose: The Path to Creating a Brighter Brand, a Greater Company, and a Lasting Legacy

## الحياة الشخصية
يقيم ريمان في أتلانتا، جورجيا، وهو متزوج وله أبناء.